# NGC 3682
NGC 3682 est une galaxie lenticulaire située dans la constellation du Dragon. NGC 3682 a été découverte par l'astronome germano-britannique William Herschel en 1793.

## Caractéristiques

### Distance
Sa vitesse par rapport au fond diffus cosmologique est de 1 612 ± 8 km/s, ce qui correspond à une distance de Hubble de 23,8 ± 1,7 Mpc (∼77,6 millions d'al).
À ce jour, une mesure non basée sur le décalage vers le rouge (redshift) donne une distance d'environ 15,100 Mpc (∼49,3 millions d'al). Cette valeur est à l'extérieur des valeurs de la distance de Hubble. Puisque cette galaxie est relativement rapprochée du Groupe local, il se que cette valeur soit plus près de la distance réelle de NGC 3682. Notons que c'est avec la valeur moyenne des mesures indépendantes, lorsqu'elles existent, que la base de données NASA/IPAC calcule le diamètre d'une galaxie. 

### Galaxie isolée
NGC 3682 est une galaxie du champ, c'est-à-dire qu'elle n'appartient pas à un amas ou un groupe et qu'elle est donc gravitationnellement isolée.